# I Shot an Arrow into the Air
I Shot an Arrow into the Air (în română|Am tras o săgeată în aer} este episodul 15 al serialului american Zona crepusculară. A fost difuzat pe 15 ianuarie 1960 pe CBS.

## Intriga
Zborul spațial al unui echipaj alcătuit din opt membri se încheie cu o prăbușire pe ceea ce astronauții consideră a fi un asteroid necunoscut, cu zone muntoase și relief deșertic. Doar patru membri supraviețuiesc accidentului: comandantul Donlin, membrii echipajului Corey și Pierson, respectiv un alt membru pe nume Hudak, aflat în stare gravă, șansele sale de supraviețuire fiind minime. După ce îi îngroapă pe cei morți, Donlin și Pierson sunt îngrijorați de Hudak, dar Corey, preocupat strict de propria bunăstare, susține că rezervele lor limitate de apă nu ar trebui împărțite cu Hudak, deoarece le-ar reduce șansele de supraviețuire celorlalți. Aceștia nu cad de acord, atât Pierson, cât și Donlin insistând că trebuie să aibă grijă de membrul rănit și că vor continua să-i ofere apă atâta timp cât trăiește. Hudak moare în scurt timp; după înmormântare, Donlin le cere celor doi membri să cerceteze regiunea. 
Șase ore mai târziu, Corey se întoarce singur, menționând că nu știe în ce direcție a luat-o Pierson. Donlin îl întreabă de ce are mai multă apă în bidon său decât înainte de plecare și îi cere să-i spună ce s-a întâmplat cu Pieson. Acesta îi dezvăluie că a găsit cadavrul lui Pierson și i-a luat bidonul cu apă. Suspicios cu privire la declarațiile sale, cei doi pornesc spre zona în care s-ar afla trupul acestuia. Cadavrul nu este însă acolo, iar afirmațiile lui Corey sunt puse la îndoială. Mai târziu, aceștia descoperă trupul lui Pierson la marginea unui munte; este în viață, dar grav rănit. Donlin își abandonează arma și se grăbește lângă membrul muribund, care încearcă să-i spună că a escaladat muntele și a observat ceva important. Cu ultimele sale puteri, Pierson desenează un degetul o diagramă primitivă în nisip (două linii paralele intersectate de o linie perpendiculară), iar apoi moare. Între timp, Corey pune mâna pe pistolul lui Donlin și mărturisește că el l-a atacat pe Pierson, apoi îl ucide pe comandant și părăsește zona, fiind sigur că are șanse mai mari de supraviețuire de unul singur.
Corey urcă pe munte și vede un semn care indică orașul Reno și stâlpi de telefon, ceea ce Pierson încercase să deseneze înainte de a muri. Realizând că nu au părăsit niciodată Pământul și că și-a ucis partenerii fără rost, Corey pleacă plângând și implorând iertare colegilor săi morți.